# Kneževina Srbija (srednji vijek)
Kneževina Srbija bila je ranosrednjovjekovna država Srba, smještena u zapadnim regijama jugoistočne Europe. Postojala je od 8. stoljeća do 969. godine, a njome je vladala dinastija Vlastimirovića. Njezin prvi poznati vladar bio je Višeslav koji je počeo vladati oko 780. godine.

## Rat s Bugarima
Prema O upravljanju Carstvom, Srbi i Bugari živjeli su mirno kao susjedi sve do bugarske invazije 839. godine. Prema Porfirogenetu, Bugarsko Carstvo željelo je nastaviti s osvajanjem slavenskih zemalja i pokoravanjem Srba. Bugarski kan Presijan I. (836. – 852.) izvršio je invaziju na srpski teritorij 839. što je dovelo do rata koji je trajao tri godine. Vlastimirova vojska protjerala je Presijana iz Srbije, a Presijan je izgubio velik broj svojih vojnika, a nije ostvario nikakvu teritorijalnu dobit. Srbi su imali prednost u šumama i klancima. 
Nakon pobjede nad Bugarima, Vlastimirov status je porastao, a nastavio se širiti i na zapad, zauzimajući Zahumlje. U međuvremenu su Braničevo, Moravu, Timok, Vardar i Podrimlje zauzeli Bugari. Nakon Vlastimirove smrti, vlast je podijeljena između njegova tri sina – Mutimira, Strojimira i Gojnika. Braća su još jednom porazila Bugare 853. i 854. i zarobila bugarskoga kračjevića Vladimira. Nakon toga Srbi i Bugari sklopili su mirovni sporazum, a u sljedećem razdoblju dovršeno je pokrštavanje Srba. Nakon što je porazio Bugare, Mutimir je protjerao svoju braću koja su pobjegla u Bugarsku. U svojem dvoru zadržao je nećaka Petra Gojnikovića, no on je uspio pobjeći u Hrvatsku.